# 加林娜·霍万斯卡娅
加林娜·彼得罗芙娜·霍万斯卡娅（羅馬化：Galina Petrovna Khovanskaya；1943年8月23日—）是俄罗斯政治人物，国家杜马代表。
1996 年，她毕业于俄罗斯科学院国家与法律研究所的学术法大学。

## 家庭
加林娜·霍万斯卡娅的父母都是莫斯科国立大学的老师。1945年，她的父亲在苏德战争中去世。她的丈夫瓦列里·霍万斯基是一名物理学家，它们育有一个女儿，她也有两个孙子。

## 荣誉
- 自由俄罗斯捍卫者奖章（英语：Medal Defender of a Free Russia）（1993年）[5]
- 2013年度人物[6]
- 荣誉勋章（英语：Order of Honour (Russia)）（2014年）[7]